# Gustav Collin
Karl Gustav Adolf Collin (ur. 23 maja 1890 w Sztokholmie, zm. 25 października 1966 tamże) – szwedzki pływak, uczestnik Letnich Igrzysk 1912 w Sztokholmie.
Na igrzyskach w 1912 roku wystartował na 1500 metrów stylem dowolnym, lecz nie wyszedł z fazy eliminacyjnej.